# Konzerthaus Berlin
Het Konzerthaus Berlin is een gebouw in de Duitse stad Berlijn, gelegen aan de Gendarmenmarkt. Het is door de Berlijnse architect Karl Friedrich Schinkel ontworpen als theater. Sinds 1984 is het een concertzaal en de locatie van het orkest, dat sinds 2006 bekend staat als het Konzerthausorchester Berlin.

## Geschiedenis
Schinkel ontwierp dit gebouw in classicistische stijl dat in 1821 gereed kwam onder de benaming Königliches Schauspielhaus. Het werd opgetrokken rond de ruïnes van het Nationale Theater, dat in 1817 door een brand werd verwoest. De zuilen van de portico kregen een nieuw ontwerp. In 1945 werd het gebouw bij bombardementen zwaar beschadigd. De resten werden in de jaren vijftig en zestig geconsolideerd. De uiteindelijke restauratie vond plaats tussen 1979 en 1984. Er zijn nu vier zalen: een grote concertzaal voor symfonische muziek, een kleine concertzaal, een muziekclub en een ruimte voor orkestrepetities.
De beelden op het gebouw verwijzen naar toneel en muziek. Op de voorgevel met een Ionische portico en een trap prijkt een beeld van Apollo op een strijdwagen met griffioenen. Voor het theater staat sinds 1869 een glimmend witmarmeren standbeeld van Friedrich Schiller, vervaardigd door Reinhold Begas. In de jaren dertig van de twintigste eeuw werd het door de nazi's verwijderd, maar in 1988 is het teruggeplaatst. Het beeld staat op een hoog voetstuk en is omgeven door figuren die de Lyrische Poëzie, de Toneelkunst, de Filosofie en de Geschiedenis verbeelden.
Het gebouw wordt volop gebruikt als concertzaal en theater. In 2001 besloot de senaat van Berlijn de benaming Schauspielhaus te wijzigen in Konzerthaus am Gendarmenmarkt. Het vaste symfonieorkest van het Konzerthaus is het in 1952 opgerichte Berliner Symphonie-Orchester, dat sinds 2006 Konzerthausorchester Berlin heet.